# Arbër Agalliu
Arbër Agalliu (Berat, 23 aprile 1988) è un giornalista albanese naturalizzato italiano.
Arbër Agalliu è un giornalista e attivista italo-albanese noto per il suo impegno verso la promozione dell'integrazione e dei diritti delle minoranze, specialmente delle comunità albanesi in Italia e di quelle arbëreshe.
Nato in Albania, Agalliu si trasferisce in Italia quando ha dieci anni, stabilendosi prima a Montevarchi, in provincia di Arezzo, e successivamente a Perugia. Il suo percorso professionale si è sviluppato nell'ambito del giornalismo e dell'attivismo, con particolare attenzione alle tematiche legate all'immigrazione, al razzismo, alle seconde generazioni, alle minoranze linguistiche e alla diaspora albanese  in Italia. 
Nel corso degli anni Agalliu ha collaborato con diverse testate giornalistiche ed emittenti televisive, sia italiane che albanesi. Tra le testate più importanti ci sono AlbaniaNews, La Repubblica, Frontiere News, TOP Channel, TV 2000, Euronews Albania, RTSH, A2 CNN, Valdarno POST e Messaggero di Sant'Antonio. Il suo lavoro si concentra su temi sociali e culturali, in particolare sulle problematiche che riguardano l'immigrazione e l'integrazione. Inoltre, Agalliu ha realizzato reportage e inchieste sulle comunità arbëreshe, comunità di minoranza linguistica albanese presenti nel sud Italia da oltre 600 anni. 
In Albania, Agalliu continua a essere una figura influente nel dibattito pubblico, affrontando tematiche di rilevanza politica, sociale e culturale. Il suo lavoro giornalistico ha contribuito a dare visibilità a temi che riguardano l’identità, la diaspora e le sfide che affrontano gli albanesi oltre confine.

## Attivismo a favore delle seconde generazioni
Arbër Agalliu è anche un attivista impegnato nel miglioramento delle condizioni di vita dei migranti e nella lotta contro la discriminazione. Già cofondatore della "Rete Albanese in Toscana", organizzazione che in passato si è occupata di supportare la comunità albanese in Toscana, ha ricoperto ruoli significativi all’interno dell’Associazione Nazionale Stampa Interculturale (ANSI) e del movimento "Italiani senza cittadinanza", di cui è stato cofondatore, un’iniziativa volta a sensibilizzare l’opinione pubblica sulla riforma dello ius soli che riguarda l'acquisizione della cittadinanza italiana da parte dei figli degli immigrati nati o cresciuti in Italia.
Nel corso degli anni, Agalliu ha portato avanti una serie di iniziative per promuovere il riconoscimento dei diritti civili e politici dei migranti; la sua battaglia per una riforma della legge sulla cittadinanza in Italia, considerata obsoleta da molti attivisti, è stata una delle principali cause del suo impegno pubblico. Ha denunciato le difficoltà che affrontano i giovani nati in Italia ma privi della cittadinanza, sottolineando come questo li faccia sentire stranieri nel paese che li vede nascere e crescere.
Con il movimento Italiani senza cittadinanza nel settembre 2018 partecipa alla 75ª edizione del Festival del Cinema di Venezia con il cortometraggio Io sono Rosa Parks del regista Alessandro Garilli, cortrometraggio vincitore del bando MigrArti del Ministero della Cultura e che accendeva a Lido di Venezia i riflettori sul tema della cittadinanza e dello ius soli. 
Nel 21 marzo 2021, nell'ambito dell'iniziativa Milano: Sfida Antirazzista svoltasi in occasione della Giornata Internazionale contro la discriminazione razziale (fondata dall'ONU nel 1966) e organizzata dall'Associazione Life Onlus in collaborazione con il Comune di Milano e l'UNAR (Ufficio nazionale contro la discriminazione razziale), è stato insignito del Premio Comune di San Martino di Finita. Le ragioni vanno ricercate nel continuo attivismo nella lotta alla discriminazione e a favore dell'inclusione delle minoranze, a partire proprio dalle minoranze linguistiche albanesi del sud Italia. Questo riconoscimento ha evidenziato non solo la sua carriera giornalistica, ma anche il suo impegno concreto nel migliorare la situazione delle comunità emarginate.

## Documentario UDHA e il racconto delle comunità arbëreshe

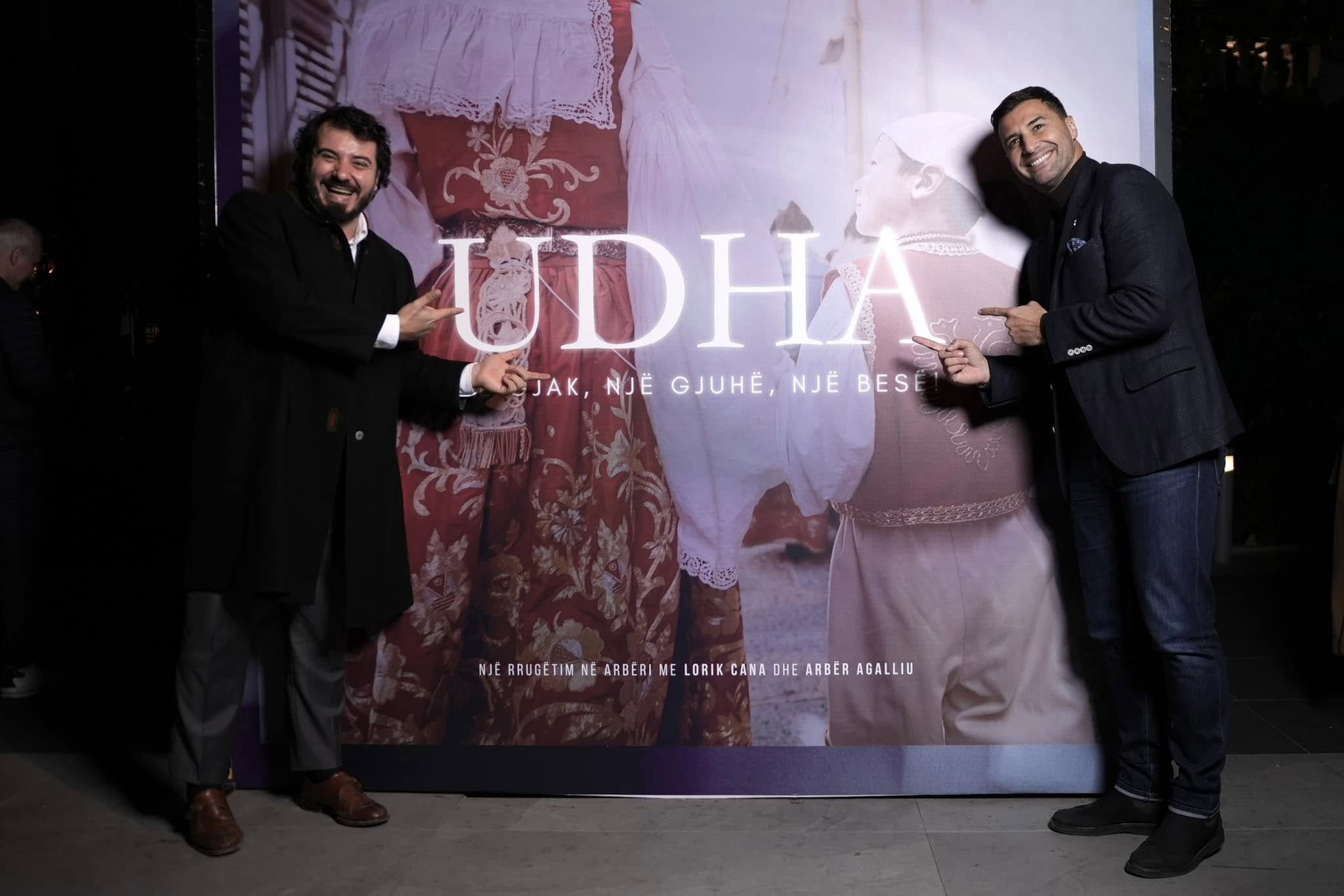
Arbër Agalliu e Lorik Cana alla presentazione di UDHA a Tirana 2024

Il documentario UDHA è una produzione che vede la collaborazione tra il giornalista Arbër Agalliu e il famoso calciatore, ex capitano storico della nazionale albanese Lorik Cana. Il titolo UDHA (che significa "via" o "strada" in albanese e in lingua arbëreshe) racconta il viaggio dei due protagonisti alla scoperta delle comunità di minoranza linguistica in Sicilia e Calabria. Questo documentario seriale, girato interamente in lingua arbëreshe e albanese, mira a raccontare la quotidianità di queste comunità, che per sei secoli hanno conservato e tramandato lingua, rito religioso, usi e costumi. Il documentario ha una grande rilevanza per entrambe le figure coinvolte, dato che sia Agalliu che Cana sono profondamente legati alle loro radici albanesi e alle esperienze migratorie.
Il documentario UDHA è stato presentato in anteprima assoluta il 21 novembre 2024 a Tirana e ha attirato l'interesse non solo del pubblico e dei media nazionali e internazionali, ma anche delle istituzioni che ne hanno preso parte. Questo lavoro arriva dopo 15 anni di presenza sul territorio d'Arberia da parte di Arbër Agalliu, il quale negli anni ha costruito una rete di contatti ed ha acceso i riflettori sulla questione arbëreshe tramite numerose video interviste indipendenti realizzate e pubblicate sul web.
Nel 2019 è stato insignito del premio "Moda Movie 2019" a Cosenza per i suoi numerosi reportage sulle comunità arbëreshe in Italia, in particolare per i video reportage contenuti nella raccolta Arbëria Viva.